# Letteratura sperimentale
Il termine letteratura sperimentale si riferisce ad opere scritte — solitamente narrativa o poesia — che enfatizzano l'innovazione, in modo più particolare  nella tecnica.

## Storia iniziale
Il primo testo ad essere generalmente citato in questa categoria è Vita e opinioni di Tristram Shandy, gentiluomo di Laurence Sterne (1759). Quest'opera appare così precocemente nella storia del romanzo che non si può dire che "rompesse" delle convenzioni che dovevano ancora consolidarsi. Ma nel suo dileggio della narrativa, e nella sua volontà di usare elementi grafici come una pagina completamente nera per piangere la morte di un personaggio, il romanzo di Sterne è considerato un testo fondamentale per molti autori dopo la seconda guerra mondiale. Tuttavia, l'opera di Sterne non fu priva di detrattori anche ai suoi tempi; ad esempio, Samuel Johnson è citato in Boswell mentre dice: "Ciò che è semplicemente bizzarro non dura. Tristram Shandy non è durato." Jacques il fatalista e il suo padrone di Denis Diderot trasse molti elementi da Tristam Shandy, un fatto non celato nel testo, che ne fa un esempio precoce di metaromanzo.

## Storia del XX secolo
Negli anni 1910, la sperimentazione artistica divenne una tendenza generalizzata, e vari scrittori europei ed americani cominciarono a sperimentare intorno alle forme tradizionali. Le tendenze che si formarono durante questo periodo divennero in seguito parte del movimento modernista. The Cantos di Ezra Pound, l'opera di T. S. Eliot dopo la prima guerra mondiale, la prosa e i drammi di Gertrude Stein, furono alcune delle opere più influenti del tempo, benché l'Ulisse di James Joyce sia considerato l'opera più importante di questo periodo. Il romanzo in ultima analisi influenzò non soltanto gli scrittori più sperimentali, quali Virginia Woolf e John Dos Passos, ma anche altri meno sperimentali, quali Hemingway.
Anche i movimenti dell'avanguardia storica contribuirono allo sviluppo della letteratura sperimentale agli inizi e alla metà del XX secolo. Nel movimento dadaista, il poeta Tristan Tzara impiegò nei suoi manifesti ritagli di giornale e tipografia sperimentale. L'autore futurista Filippo Tommaso Marinetti sposò una teoria di "parole in libertà" da un capo all'altro della pagina, facendo esplodere i confini sia della narrativa convenzionale sia la disposizione della pagina stessa come si vede nel suo "romanzo" Zang Tumb Tumb. Gli scrittori, poeti e artisti associati al movimento surrealista impiegavano una gamma di tecniche insolite per evocare stati mistici e onirici nelle loro poesie, romanzi e lavori in prosa. Gli esempi includono i testi scritti in collaborazione Les Champs Magnétiques (di André Breton e Philippe Soupault) e Sorrow for Sorrow, un "romanzo onirico" prodotto sotto ipnosi da Robert Desnos.
Verso la fine degli anni 1930, la situazione politica in Europa aveva fatto apparire il modernismo come una risposta inadeguata, estetizzata, perfino irresponsabile, ai pericoli del fascismo mondiale, e lo sperimentalismo letterario svanì dalla vista pubblica per un periodo, tenuto vivo durante gli anni 1940 soltanto da isolati visionari come Kenneth Patchen. Negli anni 1950, gli scrittori beat possono essere visti come una reazione contro la scarna qualità sia della poesia sia della prosa, ed opere sospese, quasi mistiche come il romanzo di Jack Kerouac Visioni di Gerard rappresentavano un nuovo approccio formale alla narrativa standard di quell'era.
Lo spirito delle avanguardie europee sarebbe stato portato anche attraverso le generazioni del dopoguerra. Il poeta Isidore Isou formò il gruppo lettrista, e produsse manifesti, poesie e film che esploravano i confini della parola scritta e parlata. L'Oulipo (in francese, Ouvroir de la littérature potentielle, o "Laboratorio della letteratura potenziale") mise insieme scrittori, artisti e matematici per esplorare metodi innovativi, combinatori di produrre i testi. Fondato dall'autore Raymond Queneau e dal matematico François Le Lionnais, il gruppo includeva Italo Calvino e Georges Perec. I Cent Mille Millards de Poèmes di Queneau usa lo stesso libro fisico per far proliferare differenti combinazioni di sonetti, mentre il romanzo di Perec Life: A User's Manual è basato sul giro del cavallo su una scacchiera.
Gli anni 1960 portarono un breve ritorno dei giorni di gloria del modernismo e una prima base del postmodernismo. La pubblicità dovuta a un processo per oscenità contro il Pasto nudo di William S. Burroughs portò un'ampia consapevolezza e ammirazione per una libertà estrema e senza censure. Burroughs fu anche pioniere di uno stile noto come cut-up (letteralmente "tagliato a pezzi"), dove giornali o manoscritti dattilografati erano tagliati a pezzi e ricomposti per ottenere righe del testo. Alla fine degli anni 1960, i movimenti sperimentali divennero così rilevanti che perfino autori considerati più convenzionali quali Bernard Malamud e Norman Mailer esibirono tendenze sperimentali. Il metaromanzo fu un'importante tendenza in questo periodo, esemplificata nel modo più elaborato nelle opere di John Barth e Jorge Luis Borges. Nel 1967 Barth scrisse il saggio La letteratura dell'esaurimento, che è considerato talora un manifesto del postmodernismo. Una fondamentale pietra di paragone di questa era fu L'arcobaleno della gravità di Thomas Pynchon, che alla fine divenne un bestseller. Importanti autori nella forma del racconto breve comprendevano Donald Barthelme e, sia nella forma breve che in quella lunga, Robert Coover e Ronald Sukenick.
Alcuni scrittori sperimentali successivi molto noti degli anni 1970 e 1980 furono Italo Calvino, Michael Ondaatje e Julio Cortázar. I più famosi libri di Calvino sono Se una notte d'inverno un viaggiatore, dove alcuni capitoli descrivono il lettore che si prepara a leggere un libro intitolato Se una notte d'inverno un viaggiatore mentre altri formano la narrazione, e Le città invisibili, dove Marco Polo spiega i suoi viaggi a Kubla Khan sebbene siano semplicemente resoconti della stessa città nella quale stanno conversando. Le opere complete di Billy the Kid di Ondaatje usa uno stile da album di ritagli per raccontare la sua storia, mentre Il gioco del mondo di Cortázar può essere letto con i capitoli in qualsiasi ordine.
L'argentino Julio Cortázar è solo uno dei molti scrittori latinoamericani che hanno creato capolavori nella letteratura sperimentale del XX e del XXI secolo, mescolando paesaggi onirici, giornalismo e narrativa; i classici regionali scritti in spagnolo comprendono il romanzo messicano Pedro Paramo di Juan Rulfo, l'epopea familiare colombiana Cent'anni di solitudine di Gabriel García Márquez, la storia politica peruviana La guerra della fine del mondo di Mario Vargas Llosa, il dialogo drammatico portoricano in spanglish Yo-Yo Boing! di Giannina Braschi, e il romanzo rivoluzionario cubano Paradiso di José Lezama Lima.
Gli autori americani contemporanei David Foster Wallace, Giannina Braschi e Rick Moody combinano una parte del gioco in forma sperimentale degli scrittori degli anni 1960 con una ironia emotivamente più smorzante e una maggiore tendenza verso l'accessibilità e l'umorismo. Infinite Jest di Wallace è un'opera massimalista che descrive la vita in un'accademia di tennis e in una struttura di riabilitazione; le digressioni spesso diventano sviluppi della trama, e il libro presenta in definitiva oltre 100 pagine di note a piè di pagina. Altri scrittori come Nicholson Baker si fecero notare per il loro minimalismo in romanzi quali L'ammezzato, su un uomo che prende un ascensore per 140 pagine. L'autore americano Mark Z. Danielewski combinò elementi di un romanzo dell'orrore con la scrittura accademica formale e la sperimentazione tipografica nel suo romanzo Casa di foglie.
L'autore greco Dimitris Lyacos in Z213: exodos combina, in una sorta di moderno palinsesto, le annotazioni del diario di due narratori in un testo fortemente frammentato, inframmezzato con estratti dell'Esodo biblico, per raccontare un viaggio lungo il quale le distinte realtà del sé interiore e del mondo esterno gradualmente si fondono.

## Storia del XXI secolo
All'inizio del XXI secolo, molti esempi di letteratura sperimentale riflettono l'emergere dei computer e delle tecnologie digitali, alcuni di essi usando concretamente il mezzo sul quale stanno riflettendo. Tale scrittura è stata variamente definita letteratura elettronica, ipertesto e opera in codice. Altri concentrati su esplorare Avere la pluralità dei punti di vista narrativo, come l'uruguaiano Jorge Majfud in La reina de América e La ciduad de la luna.